# Dětenice
Dětenice település Csehországban, a Jičíni járásban. Dětenice Rokytňany, Rožďalovice, Bačalky, Libáň, Košík, Ujkovice és Prodašice településekkel határos. Lakosainak száma 764 fő (2024. január 1.).

## Fekvése

### Közeli települések
Dětenice Rokytňany, Rožďalovice, Bačalky, Libáň, Košík, Ujkovice és Prodašice településekkel határos.

## Nevezetes személyek
Itt született   1921. május 12-én  Miloš Hájek történész, politikus, a Charta ’77 mozgalom szóvivője

## Népesség
A település lakosságának változását az alábbi diagram mutatja:
| Lakosok száma | 1354 | 1489 | 1427 | 1119 | 868  | 733  | 724  | 713  | 711  | 764  |
|               | 1869 | 1890 | 1921 | 1950 | 1980 | 2001 | 2017 | 2019 | 2022 | 2024 |